# أليكساندروفكا (مقاطعة روستوف)
أليكساندروفكا (بالروسية: Александровка) هي مدينة في مقاطعة روستوف أوبلاستفي روسيا.